# 裴约 (五代)
裴约（9世纪？—923年），五代十国后唐将领。
裴约是潞州旧将。开始事奉李嗣昭为亲信，李嗣昭之子李继韬在父亲死后叛后唐，裴约守泽州，召集百姓哭着说：“我事奉已故节度使，已经过二十四年，每见他分财物犒赏士卒，志在平定仇敌，不幸去世。现在郎君在父丧未葬时，背弃君亲，我宁可自杀，不能为他送死。”大家都感动哭泣。继而后梁以董璋为泽州刺史，率军攻城，裴约坚守很久，向唐庄宗告急。庄宗对诸将说：“朕待李继韬何薄，待裴约何厚？裴约能分辨逆顺，不依附贼党，先兄嗣昭为什么这样不幸，生下这个猫头鹰一样的逆子。”对李绍斌说：“你会随机应变，为我带回裴约，朕不在乎泽州弹丸之地。”于是派李绍斌率五千骑前去。李绍斌辽州进军，未至泽州，同光元年（923年）六月，已经城陷，裴约被害。唐庄宗听说后，嗟痛不已。